# 劉斌 (宋朝)
刘斌（?—?），定州（今河北省定州市）人，北宋人物。
刘斌父亲刘加友，宋太宗端拱年间被从弟刘志元所杀。刘斌兄弟都年幼，随母改嫁人，母亲告诫他们说：“你等长大，必为父复仇。”宋真宗景德年间，刘斌兄弟挟刀在路上等待刘志元，刺杀未遂，于是投案自陈。州官上奏朝廷，诏命刘志元黥面发配隶汝州，释放刘斌等人之罪。